# Bommanbudni, Mudhol
Bommanbudni là một làng thuộc tehsil Mudhol, huyện Bagalkot, bang Karnataka, Ấn Độ.